# 방산초등학교 (강원)
방산초등학교는 대한민국 강원특별자치도 양구군 방산면 현리에 있는 공립 초등학교이다.

## 학교 연혁
- 1918년 4월 1일 장평의숙 설립
- 1931년 5월 5일 장평공립보통학교로 개편
- 1938년 4월 1일 장평공립심상소학교 교명 변경
- 1941년 4월 1일 장평공립국민학교 교명 변경
- 1955년 4월 1일 방산국민학교로 수복 개교
- 1982년 2월 6일 병설유치원 인가
- 1996년 3월 1일 방산초등학교로 개칭
- 1998년 3월 1일 상무룡분교장 통폐합
- 2004년 3월 1일 오미분교장 통폐합
- 2010년 8월 29일 과학실 현대화 사업 준공
- 2019년 1월 7일 제88회 졸업식 (5명 졸업)
- 2019년 3월 1일 제25대 방산초등학교장 배정미 부임

## 참고 자료
- 방산초등학교 - 한국교육학술정보원 학교알리미